# Смилец (династија)
Династија Смилец је била бугарска царска династија у 13. веку.

## Историја
Династија носи назив по бугарском цару Смилецу који је владао од 1292. до 1298. године. Након неколико неуспешних покушаја да заустави татарски утицај у Бугарској, цар Ђорђе I Тертер приморан је на абдикацију. Смилец заузима бугарски престо уз сагласност татарског кана Ногаја. Након што је постао бугарски цар, Смилец отпочиње рат са Византијским царством, али је у њему поражен. Након неколико неуспеха у унутрашњој и спољној политици, Смилец је изгубио оно мало поверења које је имао међу племством. Пошто је његов син Јован II био малолетан, Бугарском је владала Смилецова супруга Смилецина и крански деспот Алдимир. На јесен 1299. године, син већ преминулог кана Ногаја, Чака кан и Теодор Светослав успевају да заузму Трново са малом војском. Теодор Светослав је поткупио бољаре и дошао на власт. Смилецина и њен син беже најпре у Кран, а одатле у Цариград. Династији Смилец припадала је и Теодора, супруга српског краља Стефана Дечанског и мајка Душана Силног.

## Династија
- Смилец - имена родитеља нису позната, али се зна да је био племићког порекла. Имао је двојицу браће.
- Смилецина Палеологина - супруга Смилеца, ћерка Константина Палеолога.
- Марина Смилец - ћерка Смилеца и Смилецине.
- Теодора Смилец - ћерка Смилеца и Смилецине, супруга српског краља Стефана Дечанског
- Јован II Смилец - син Смилеца и Смилецине.
- Jован Драгушин - син Марине и Алдимира.